# 和豊永
和 豊永（やまと の とよなが）は、平安時代初期から前期にかけての貴族。姓は朝臣。官位は従五位上・上総介。

## 経歴
仁明朝初頭に内舎人を務め、承和4年（837年）従五位下に叙爵する。
その後しばらく叙位任官の記録がなく、文徳朝の斉衡2年（855年）になって従五位上・上総介に叙任されている。貞観2年（860年）上総介の任期を終えて後任の伴竜男に交替する。しかし、交替の際に官物が多く欠けていたとの理由で、豊永は竜男に禁固されてしまう。豊永は冤罪を訴えるが、貞観4年（862年）3月になって訴えが認められ、太政官は竜男に対して禁固をやめさせ、ようやく豊永は解放された。

## 官歴
『六国史』による。
- 時期不詳：正六位上。内舎人
- 承和4年（837年） 3月13日：従五位下
- 斉衡2年（855年） 閏4月7日：上総介。8月8日：従五位上